# Dwars door Vlaanderen 2011
La Dwars door Vlaanderen 2011, sessantaseiesima edizione della corsa, valida come evento dell'UCI Europe Tour 2011 categoria 1.1, si svolse il 23 marzo 2011 su un percorso di 201 km. Fu vinta dal belga Nick Nuyens, che giunse al traguardo in 4h39'55".
Conclusero la gara 117 dei ciclisti alla partenza.

## Squadre e corridori partecipanti
| N.      | Cod. | Squadra                |
| ------- | ---- | ---------------------- |
| 1-8     | RAB  | Rabobank Cycling Team  |
| 11-18   | VCD  | Vacansoleil-DCM        |
| 21-28   | QST  | Quickstep Cycling Team |
| 31-38   | OLO  | Omega Pharma-Lotto     |
| 41-48   | KAT  | Katusha Team           |
| 51-58   | LEO  | Team Leopard-Trek      |
| 61-68   | ALM  | AG2R La Mondiale       |
| 71-78   | BMC  | BMC Racing Team        |
| 81-88   | THR  | HTC-Highroad           |
| 91-98   | SBS  | Saxo Bank-Sungard      |
| 101-108 | SKY  | Sky Procycling         |
| 111-118 | GRM  | Team Garmin-Cervélo    |

| N.      | Cod. | Squadra                      |
| ------- | ---- | ---------------------------- |
| 121-128 | LAN  | Landbouwkrediet              |
| 131-138 | TSV  | Topsport Vlaanderen-Mercator |
| 141-148 | VWA  | Veranda's Willems-Accent     |
| 151-158 | COF  | Cofidis, le Crédit en Ligne  |
| 161-168 | FDJ  | FDJ                          |
| 171-178 | SAU  | Saur-Sojasun                 |
| 181-188 | SKS  | Skil-Shimano                 |
| 191-198 | EUC  | Team Europcar                |
| 201-208 | APP  | Team NetApp                  |
| 211-218 | CSM  | SpiderTech powered by C10    |
| 221-228 | CCC  | CCC Polsat-Polkowice         |
| 231-238 | SKT  | An Post-Sean Kelly Team      |

## Ordine d'arrivo (Top 10)
| Pos. | Corridore        | Squadra     | Tempo    |
| ---- | ---------------- | ----------- | -------- |
| 1    | Nick Nuyens      | Saxo Bank   | 4h39'55" |
| 2    | Geraint Thomas   | Sky         | s.t.     |
| 3    | Tyler Farrar     | Garmin      | s.t.     |
| 4    | Mathew Hayman    | Sky         | s.t.     |
| 5    | Baden Cooke      | Saxo Bank   | s.t.     |
| 6    | Marco Marcato    | Vacansoleil | s.t.     |
| 7    | Leif Hoste       | Katusha     | s.t.     |
| 8    | Tom Leezer       | Rabobank    | s.t.     |
| 9    | Tom Boonen       | Quickstep   | s.t.     |
| 10   | Dominique Rollin | FDJ         | s.t.     |